# Rue Elektoralna
La rue Elektoralna (en polonais : Ulica Elektoralna) est une voie de Varsovie, en Pologne.

## Situation et accès
Située dans l'arrondissement de Śródmieście et de Wola (centre-ville) la « rue Elektoralna » débute place de la Banque et se termine rue Chłodna (pl)

## Historique
Vers 1720, la rue est connue sous le nom de « Wielopolska ».
Lors de la défense de Varsovie en septembre 1939, les bâtiments de la rue ont souffert et les immeubles de bureaux, celui de la Banque de Pologne et de l'hôpital du Saint-Esprit (pl) sont partiellement détruits.
En novembre 1940, la « rue Elektoralna » est devenue une partie du ghetto de Varsovie, dont son côté impair (sud) a été exclu en décembre 1941, et son côté pair en août 1942. Du 11 novembre 1940 au 13 décembre 1941, le président du Conseil juif de Varsovie, Adam Czerniaków, habite au 11 « rue Elektoralna ».
Lors de l'insurrection de Varsovie le 9 août, les Allemands attaquent à partir de Wola, incendient tous les bâtiments et assassinent les habitants. Seuls quelques bâtiments ont été démolis à cette époque, mais dès 1946, le service d'inspection des bâtiments de la BOS (pl) ordonne la démolition de bâtiments même bien conservés.

## Bâtiments remarquables et lieux de mémoire
- no 11 : Adam Czerniaków (1880-1942) y demeure du 11 novembre 1940 au 13 décembre 1941
- no 12 : emplacement de l'hôpital du Saint-Esprit (pl)
- no 14 : immeuble de l'immeuble de Józef Fraget (pl)

## Sources
- (pl) Cet article est partiellement ou en totalité issu de l’article de Wikipédia en polonais intitulé « Ulica Elektoralna w Warszawie » (voir la liste des auteurs).